# حسب الله يحيى
حسب الله يحيى (1944 - ) هو قاص وروائي وناقد عراقي، من مواليد مدينة الموصل، عمل في التعليم لعدة سنوات، ومارس العديد من المهن.

## مؤلفاته
1. اربع حكايات موصلية
2. ارهاب: قصص عراقية
3. ثقافة الإرهاب والعولمة: دراسات نقدية
4. حدائق عارية: قصص قصيرة جدا
5. ضمير الماء
6. فنارات في القصة والرواية
7. كوميديا الكاتب في الزمن الكاذب: قصص
8. هواجس: قصص
9. حكايات من بلاد مابين النارين: قصص ومسرحيات
10. في الخطاب المسرحي: رؤى نقدية في المسرح والمسرح المقارن ومسرح الاطفال